# 景东铁线莲
景东铁线莲（学名：Clematis yunnanensis var. chingtungensis）为毛茛科铁线莲属下的一个变种。

## 扩展阅读
- 維基物種上的相關：景东铁线莲